# Нововасилевский сельский совет (Ивановский район)
Нововасилевский сельский совет (укр. Нововасилівська сільська рада) — входит в состав
Ивановского района
Херсонской области
Украины.
Административный центр сельского совета находится в 
с. Нововасилевка
.

## Общая информация
- Территория совета: 25 км²;
- Население совета: 3267 человек (на 2001 год);
- На территории протекает река Берда.
- С 2006 по 2010 год головой совета был Кулага Анатолій Николаевич.

## История
- 1907 — дата образования.

## Населённые пункты совета
- с. Нововасилевка